# Тшћанка
Тшћанка (пољ. Trzcianka) град је у Пољској у Војводству великопољском. По подацима из 2012. године број становника у месту је био 17 382.

## Становништво
| 1970.  | 1980.  | 2012.  |
| ------ | ------ | ------ |
| 10.900 | 12.900 | 17 382 |